# ホスホリボシルホルミルグリシンアミジンシンターゼ
ホスホリボシルホルミルグリシンアミジンシンターゼ(phosphoribosylformylglycinamidine synthase, PFAS)またはホルミルグリシンアミドリボヌクレオチドアミドトランスフェラーゼ(formylglycinamide ribonucloetide amidotransferase)はプリン塩基のde novo合成に関わる酵素で、以下の化学反応を触媒する。
ATP + N2-ホルミル-N1-(5-ホスホ-D-リボシル)グリシンアミド + L-グルタミン + H2O {\displaystyle \rightleftharpoons } ADP + リン酸 + 2-(ホルムアミド)-N1-(5-ホスホ-D-リボシル)アセタミジン + L-グルタミン酸